# Irina Sapira
Irina Sapira, geborene Zaharescu (* 14. November 1944 in Bukarest), auch Irina Spira und Irina Zaharescu-Spira, ist eine österreichische Dolmetscherin und Schriftstellerin.

## Leben
Irina Sapira, die nach medizinischen und geisteswissenschaftlichen Studien Trägerin des Grades „Dr. med. univ.“ und eines Magisters der Philosophie ist, war in der Jugendzeit als Eiskunstläuferin und als Trainerin der Eiskunstlauf-Jugendnationalmannschaft Rumäniens tätig. Dann war sie Extrembergsteigerin. Heute ist sie zertifizierte Gerichtsdolmetscherin für Rumänisch am Landesgericht in  Innsbruck. Daneben ist sie literarisch aktiv. 1982 nahm sie am Ingeborg-Bachmann-Wettbewerb in Klagenfurt teil.
Irina Sapira ist Verfasserin von Kurzprosa, Gedichten und Theaterstücken, sie ist Mitglied des Verbandes IG Autorinnen Autoren.

## Werke
- Zeitportrait. Kurzdramen. (Turmreihe 6). Österreichischer Kulturverlag, Thaur 1979. (unter dem Namen Irina Zaharescu)
- Die ungeliebten Kinder. Hrsg. Peter Coryllis. Verlag der Steg, Dülmen 1980. (unter dem Namen Irina Zaharescu)
- Progress – a comedy?. Ins Englische übersetzt von Sylvia Patsch. Belvedere, Liskeard 1983. (unter dem Namen Irina Zaharescu)
- Rechtsrumänisch. Deutsch-rumänisches und rumänisch-deutsches Rechtswörterbuch für jedermann. Verlag Vahlen, München 2006. (unter dem Namen Irina Sapira, zusammen mit Gerhard Köbler)
- Höttinger Bild. Krankenhaus Innsbruck. Jahr 1990. Erzählung. In: Urban Poetry. Höttinger Au. Innsbruck. pyjamaguerilleros*, Innsbruck 2021. ISBN 978-3-9505066-4-8.

## Auszeichnungen
- 1981 Deutscher Förderungspreis für Literatur
- 1986 Förderpreis des österreichischen Bundesministeriums für Unterricht und Kunst